# 朱家存
朱家存（1963年3月—），安徽舒城人，曾任安徽师范大学副校长。

## 生平
1988年本科毕业于安徽师范大学教育系。1988年至1991年在徐州师范学院（现江苏师范大学）学习，获南京师范大学硕士学位。随后在北京师范大学做访问学者，2002年于华东师范大学获博士学位。曾任江苏师范大学教育科学学院副院长、教授。2004年调任安徽师范大学工作，先后任教育科学院院长，教务处（招生办）处长（主任），安徽师范大学党委常委、副校长。

## 学术贡献
主要从事教育政策理论与实践研究。主持国家社科基金重点项目、教育部人文社会科学重点研究基地重大项目等课题多项，曾获国家教学成果奖二等奖、全国教育科学研究优秀成果三等奖等奖励。

## 社会兼职
教育部普通高等学校本科教育教学评估专家委员会委员，教育部高等学校教育学类专业教学指导委员会委员，全国教育专业学位研究生教育指导委员会委员。

## 著作
- 《教育均衡发展政策研究》（2003年，中国社会科学出版社）
- 《基础教育新课程的理论与实践》（主编，21世纪高等院校课程教材）（2006年，安徽教育出版社）
- 《政府职能转变与学校运行方式的变革》（第一作者）（2008年，安徽教育出版社）
- 《教育学》（第一主编，国家精品课程教材）（2010年，高等教育出版社）
- 《中学教育基础》（第一主编，安徽省教师教育专业核心课程规划教材）（2016年，安徽师范大学出版社）